# Marianne von Werefkinová
Marianne von Werefkinová, nepřechýleně Marianne von Werefkin, rusky Марианна Владимировна Верёвкина, Marianna Vladimirovna Verjovkina (10. září 1860, Tula, Ruské impérium – 6. února 1938, Ascona, Švýcarsko) byla ruská malířka, tvořící ve stylu expresionismu. Od roku 1896 působila v Německu a Švýcarsku.

## Biografie

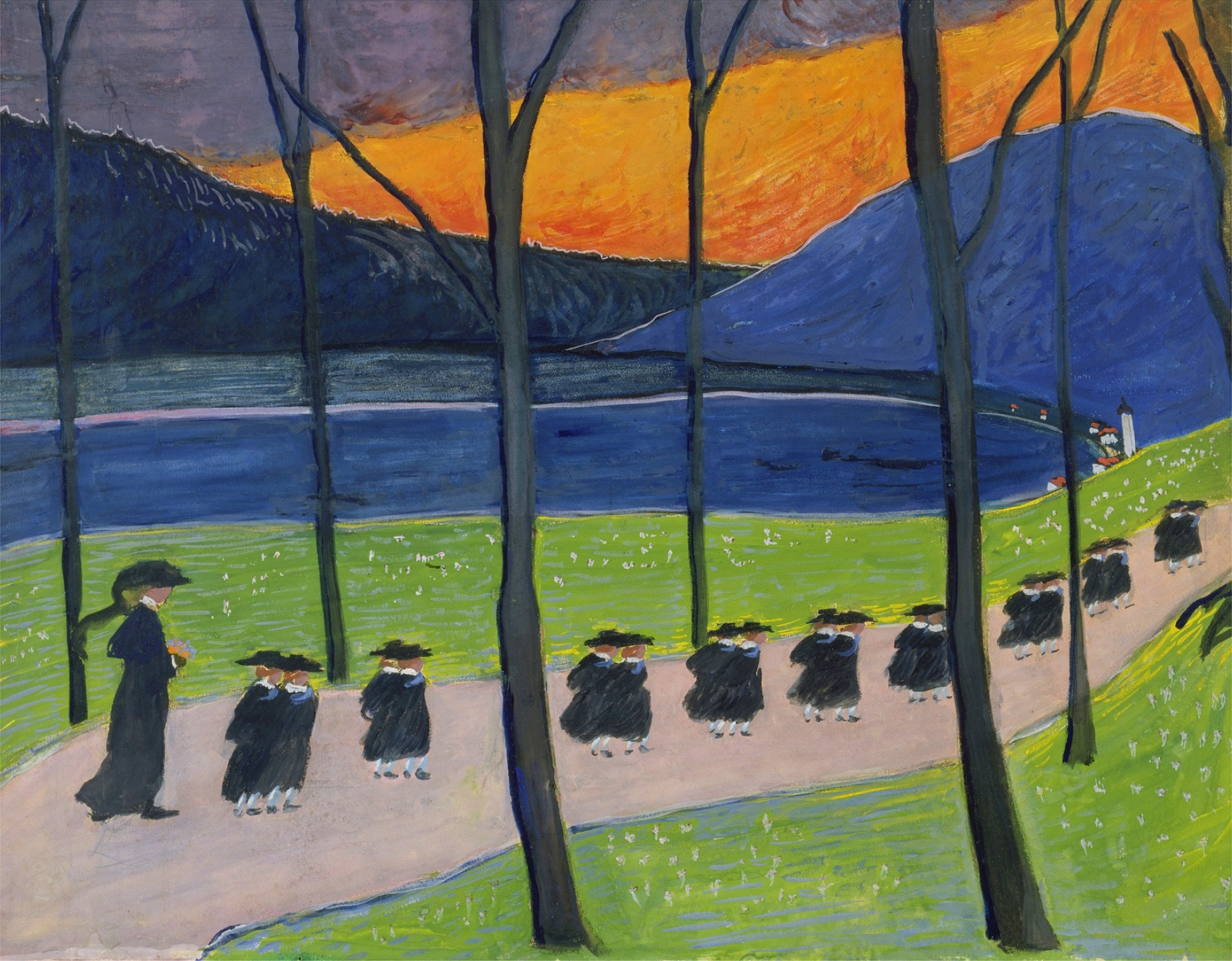
Marianne von Werefkinová: Podzim (Škola) (1907)

Narodila se v ruské šlechtické rodině, její otec byl generál, matka malířka. Když rodiče objevili její výtvarný talent, poskytli jí kvalitní umělecké vzdělání, studovala mj. u Ilji Repina. Na lovu si roku 1888 nešťastnou náhodou prostřelila pravou ruku, již používala k malbě.
Před rokem 1890 Marianna Verjovkinová malovala v realistickém stylu scény z ruského života, poté pod vlivem impresionismu pojetí svých obrazů modernizovala. Roku 1892 navázala 27 let trvající vztah s Alexejem von Jawlenským a svého mladšího partnera podporovala hmotně i v jeho uměleckém rozvoji.
Po smrti otce se malířka s Jawlenským roku 1896 odstěhovala do Mnichova. Zde na deset let přestala malovat, ale udržovala bohaté vztahy s tamním uměleckým světem. Vztah obou partnerů prošel krizí, když roku 1902 jejich šestnáctiletá služebná Helena porodila Jawlenskému syna Andrease.
Roku 1907 Marianne von Werefkinová vytvořila své první expresionistické malby. Roku 1914 se chtěla definitivně rozejít s Jawlenským, odešla na čas k bratrovi Petrovi do Vilniusu. Vrátila se do Mnichova a když o několik dní později vypukla první světová válka, museli s Jawlenským, Helenou a Andreasem jako Rusové bezodkladně opustit Německo. Uchýlili se do Švýcarska, roku 1917 se usadili v Curychu. Následkem revoluce v Rusku ztratila Werefkinová občanství i příjmy. Vydělávala si malováním plakátů a pohlednic a psaním článků.
Na její počest se v Berlíně od roku 1990 uděluje každé dva roky cena Marianne-Werefkin-Preis, určená vynikajícím současným malířkám.